# نظرية مؤامرة إخفاء الطاقة الحرة

عملية إخفاء الطاقة المجانية

إخفاء الطاقة المجاني (أو قمع الطاقة الجديدة) (بالإنجليزية: Free energy suppression conspiracy theory)‏ هي نظرية مؤامرة تتحدث أن مصادر الطاقة القابلة للتطبيق من الناحية التكنولوجية، الخالية من التلوث، بدون تكلفة يتم قمعها من قبل الحكومة أو الشركات أو الجماعات المناصرة.   تشمل الأجهزة التي يُزعم إخمادها آلات الحركة الدائمة، ومولدات الانصهار البارد، والمولدات القائمة على الحلقة، وتكنولوجيا الفضاء خارج الأرض، وأنظمة الدفع المضادة للجاذبية، وغيرها من مصادر الطاقة منخفضة التكلفة وغير المثبتة بشكل عام.   
يُزعم أن الإخماد (أو تضعيف نشرها وصحتها) المزعوم حدث منذ منتصف القرن التاسع عشر  ويُزعم أنه ارتكب من قبل وكالات حكومية مختلفة، وقوى مؤسسية، ومجموعات مصالح خاصة، ومخترعين محتالين. عادة ما يُزعم أن مجموعات المصالح الخاصة مرتبطة بالوقود الأحفوري أو الصناعة النووية،   التي قد يتعرض نموذج أعمالها للتهديد.  
ادعاءات مناصري مؤامرة الإخماد تشمل:
- الادعاء بأن المجتمع العلمي قد سيطر وقمع البحث في السبل البديلة لتوليد الطاقة عبر مؤسسات مراجعة الأقران والضغط الأكاديمي. [11]
- الادعاء بوجود أجهزة قادرة على استخلاص طاقة كبيرة وقابلة للاستخدام من مكامن طاقة غير تقليدية موجودة مسبقًا، مثل طاقة نقطة الصفر للفراغ الكمومي، بتكلفة قليلة أو بدون تكلفة، ولكن يتم اخفائها. [12] [13] [14] [15]
- الادعاء بأنه تم شراء براءات الاختراع ذات الصلة، مثل تلك الخاصة بـ 100 ميلا في الغالون من المكربن. [16] [17]

بعض الأشخاص البارزين الذين زُعم أنهم تعرضوا للقمع أو المضايقة أو القتل بسبب أبحاثهم هم ستانلي ماير،  يوجين مالوف،  نيكولا تيسلا،  وجون كانزيوس.  من بين أنصار نظرية المؤامرة البارزين غاري ماكينون. 

## قراءات متعمقة
- Barkun، Michael (2003). A culture of conspiracy – Apocalyptic visions in contemporary America. University of California Press. ISBN:0-520-23805-2.